# Itararé (Campina Grande)
Itararé é um bairro localizado na zona sul da cidade de Campina Grande, no estado da Paraíba, no Brasil. É um dos bairros mais recentes de Campina Grande. No mesmo, se situa a Faculdade de Ciências Sociais Aplicadas. O bairro apresenta uma renda per capita superior a 1343,03 reais.

## Topônimo
"Itararé" é um termo tupi que significa "pedra escavada". Designa rios subterrâneos, que correm no interior de pedras calcárias.